# Rosa geninae
Rosa geninae es una especie de planta del género Rosa, de la familia Rosaceae.

## Taxonomía
Rosa geninae fue descrita por Juz. en 1945.

## Distribución
Se encuentra en el territorio del suroeste de Siberia hasta Kazajistán.